# OGLE-2014-BLG-0124Lb
OGLE-2014-BLG-0124Lb là một Hành tinh ngoài hệ Mặt trời cách chúng ta khoảng 13.000 Năm ánh sáng về phía chòm sao Sagittarius quỹ đạo ngôi sao của OGLE-2014-BLG-0124L nằm gần trung tâm của thiên hà. Hành tinh này đã được khám phá bằng cách sử dụng một kỹ thuật gọi là microlensing. Quay quanh quỹ đạo hết 150 ngày Trái Đất. Hành tinh này được phát hiện năm 2014. từ Gravitational microlensing từ Kính viễn vọng Không gian Spitzer và. Nó có một khối lượng 0,5 sao mộc và khoảng cách từ ngôi sao chủ của nó khi Trái Đất đến từ Mặt Trời là rất xa. Tuy nhiên, Hành tinh quay quanh một ngôi sao với khối lượng 0,7 lần khối lượng mặt trời và 3,1 AU so với nó.

## Kỹ thuật
Hai kính thiên văn, OGLE và Spitzer, đã khám phá ra hành tinh thông qua việc đo vi quyển hấp dẫn